# Lian Po
Lian Po (caratteri cinesi: 廉頗; pinyin: Lían Pō; ... – Shouchun, III secolo a.C.) è stato un generale cinese vissuto durante l'era conosciuta come periodo dei regni combattenti.
Insieme a Bai Qi, Wang Jian e Li Mu, era considerato uno dei Quattro Grandi Generali dell'epoca dei regni combattenti.

## Biografia

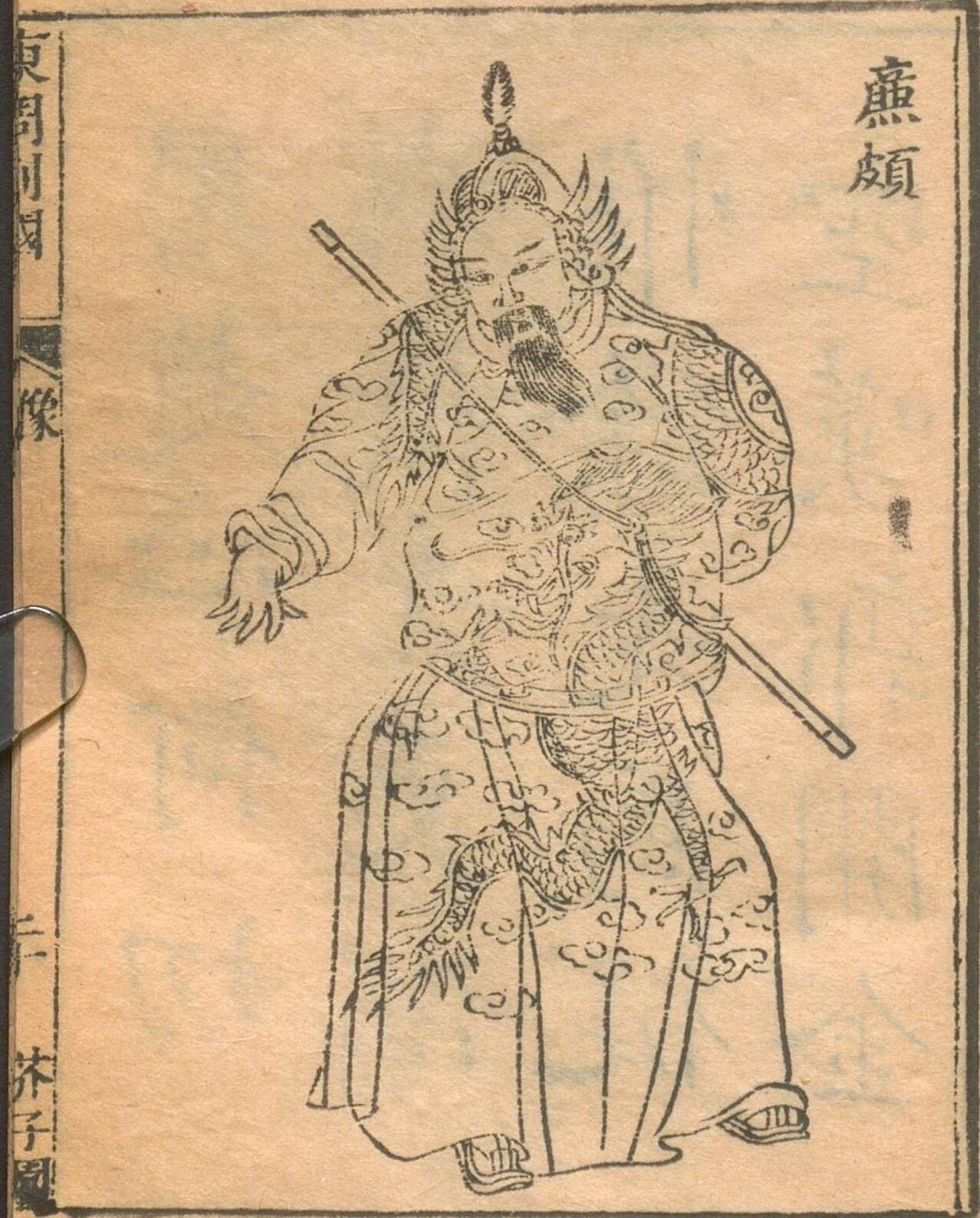
Lian Po

Nei primi anni di attività come generale, Lian Po fece ottenere al suo regno vittorie contro gli stati di Qi e Wei. Per quanto riguarda scontri interni, inizialmente Lian Po disprezzava il ministro più importante dello stato di Zhao, Lin Xiangru, a causa della sua rapidissima ascesa al potere. Il ministro, tuttavia, in diversi incidenti famosi si premurò sempre di evitare il generale; un aneddoto racconta perfino che, una volta, pur di evitare di stare sulla strada di Lian Po, il ministro si scansò dal suo carro. Dopo questo evento che mise in mostra la correttezza e la prudenza di Lin Xiangru, Lian Po iniziò a sentire vergogna ed imbarazzo, tanto che chiese pubblicamente perdono al ministro. I due, infine, divennero colleghi e amici.
Durante la famosa battaglia di Changping contro lo stato di Qin, Lian Po divenne il comandante dell'ampio esercito di Zhao. Decidendo di non rischiare le proprie schiere in una battaglia aperta contro l'esercito di Qin, comandato dal brillante e crudele generale Bai Qi, Lian Po costruì una serie di fortificazioni attorno all'area di Changping, fermando con successo l'invasione nemica. Tuttavia, il re Xiaocheng di Zhao (趙孝成王), sotto la persuasione di diversi suoi cortigiani (molti dei quali erano stati corrotti dalle spie Qin), si disse insoddisfatto della strategia di Lian Po e decise di rimpiazzarlo con il giovane ed irruente Zhao Kuo (趙括). Figlio di un altro grande generale del passato, Zhao She, Zhao Kuo non fece tesoro della strategia cauta e difensiva di Lian Po, ed attaccò invece a piene forze il nemico. Come conseguenza, fu battuto dall'astuto Bai Qi e regalò al proprio stato una pesantissima sconfitta.

## Ultimi anni
Dopo la battaglia di Changping, Lian Po fu reso di nuovo comandante dell'esercito Zhao per fermare l'invasione dello stato di Yan. Nonostante riuscì con successo a sconfiggere lo stato nemico, nei suoi ultimi anni di attività fu sfiduciato dal re di Zhao. Decise, quindi, di scappare prima nel regno di Wei e poi in quello di Chu.
Lian Po morì a Shouchun, capitale del regno di Chu, ma visse abbastanza per vedere la graduale caduta del regno che aveva servito per una vita intera.